# 比利·麥安達
比利‧麥安沙（Billy Mwanza，1983年1月1日—），生于奇利拉邦布韋，尚比亞职业足球运动员，现效力于中國超級足球聯賽球会長沙金德。
他曾代表尚比亞參加2006年非洲國家盃，但在分組賽僅得第三換來出局。

## 球會
- -2004:  盧薩卡戴拿模（英语：Lusaka Dynamos）
- 2004-2005:  保維戴拿模
- 2005–2008:  金箭頭

## 連結
- National Football Teams （页面存档备份，存于）